# Куканов, Анатолий Кириллович
Анатолий Кириллович Куканов — советский хозяйственный и государственный деятель, лауреат Государственной премии СССР за выдающиеся достижения в труде.

## Биография
Родился в 1933 году в деревне Юрово. Член КПСС.
В 1950—1988 годах — вальщик леса в Костромской области, военнослужащий Советской армии, вальщик леса, профгрупорг и неосвобождённый парторг лесозаготовительной бригады Комсомольского леспромхоза объединения «Тюменьлеспром».
Ближайший сподвижник дважды Героя Социалистического Труда Павла Васильевича Попова.
За выдающиеся достижения в соцсоревновании на основе комплексного совершенствования трудовых процессов, внедрения передовой организации труда был в составе коллектива удостоен Государственной премии СССР за выдающиеся достижения в труде 1975 года.
Жил в Югорске.

## Награды
- Орден Трудового Красного Знамени
- Орден Знак Почёта